# Fay-le-Clos
Fay-le-Clos är en kommun i departementet Drôme i regionen Auvergne-Rhône-Alpes i sydöstra Frankrike. Kommunen ligger i kantonen Saint-Vallier som tillhör arrondissementet Valence. År 2022 hade Fay-le-Clos 180 invånare.

## Befolkningsutveckling
Antalet invånare i kommunen Fay-le-Clos
Referens:INSEE